# 中国农工民主党辽宁省委员会
中国农工民主党辽宁省委员会，简称农工党辽宁省委、辽宁农工党，是中国农工民主党在辽宁省的地方组织。